# مایکل دیکرسون
مایکل دیکرسون (انگلیسی: Michael Dickerson؛ زادهٔ ۲۵ ژوئن ۱۹۷۵) بازیکن بسکتبال اهل ایالات متحده آمریکا است.
از باشگاه‌هایی که در آن بازی کرده‌است می‌توان به هیوستون راکتس و ممفیس گریزلیز اشاره کرد.